# Charmaine
Charmaine  è un nome proprio di persona inglese femminile.

## Varianti
- Femminili: Sharmaine[1][2]

## Origine e diffusione
Nome creato nel XIX secolo, la cui origine è ignota; potrebbe essere una combinazione di Charlotte e Germaine, oppure un'elaborazione di charm ("fascino") o charming ("affascinante") o di Charmian (una variante, usata da Shakespeare in Antonio e Cleopatra, di Χάρμιον, Charmion, nome di una serva di Cleopatra, dal greco antico χαρμα, charma, "gioia", "delizia"), con il suffisso -aine ripreso forse da nomi quali Lorraine.
Il nome venne usato per un personaggio del dramma teatrale What Price Glory?, da cui vennero tratti i film Gloria (1926, che ebbe particolare successo) e Uomini alla ventura (1952). Una canzone del 1927 intitolata Charmaine, tratta dal film dell'anno precedente, ebbe molta fortuna e venne riproposta più volte, specie negli anni 1950, aiutando la diffusione del nome.

## Onomastico
L'onomastico può essere festeggiato il primo di novembre, festa di Ognissanti, non essendovi sante con questo nome che è quindi adespota.

## Persone
- Charmaine McMenamin, rugbista a 15 neozelandese
- Charmaine Clarice Relucio Pempengco, vero nome di Charice Pempengco, cantante e attrice filippina

## Il nome nelle arti
- Charmaine è un personaggio del dramma teatrale What Price Glory? e dei film da esso tratti, Gloria e Uomini alla ventura.
- Charmaine è un personaggio del film del 2010 Incontrerai l'uomo dei tuoi sogni, diretto da Woody Allen.
- Sharmaine è un personaggio del romanzo di Wilbur Smith L'ombra del sole.
- Charmaine Brown è un personaggio della serie televisiva I Robinson.
- Charmaine Bucco è un personaggio della serie televisiva I Soprano.
- Charmaine Craine è un personaggio della serie televisiva United States of Tara.
- Charmaine Diyoza è un personaggio della serie televisiva The 100.
- Charmaine Van Sant è un personaggio del film del 2004 La donna perfetta, diretto da Frank Oz.